# Danuri
Danuri (contraction de Dal - signifiant Lune - et Nuri - signifiant profiter), anciennement Korea Pathfinder Lunar Orbiter (en français « Orbiteur lunaire de reconnaissance coréen »), en abrégé KPLO, est une mission spatiale lunaire développée par l'Institut coréen de recherche aérospatiale (l'agence spatiale sud-coréenne) qui a été lancée le 4 août 2022. Avec cette  mission, la Corée du Sud est devenue la quatrième puissance spatiale asiatique à disposer d'un programme d'exploration du système solaire après le Japon, la Chine et l'Inde. La sonde spatiale, dont la masse s'élève à environ 650 kilogrammes, doit se placer en orbite autour de la Lune fin 2022 et fonctionner au moins durant un an. Les objectifs de la mission sont principalement d'acquérir la maitrise de nouvelles technologies nécessaires à l'exploration du système solaire. Les objectifs secondaires sont de collecter des données scientifiques sur la topographie et les ressources de la Lune.

## Contexte
La Corée du Sud décide au milieu des années 2010 de lancer un programme d'exploration spatiale de la Lune. L'objectif est  à la fois de donner une image moderne du pays, d'acquérir des compétences techniques dans le domaine spatial et de faire progresser la science lunaire. Un sondage effectué en 2014 auprès de la population coréenne démontre que la réalisation d'un tel programme est approuvé par 79 % des Coréens interrogés. L'exploration de la Lune fait partie d'un plan de développement des activités spatiales coréennes qui doit être implémenté par l'agence spatiale sud-coréenne, le KARI. Ce plan comprend également la mise au point de lanceurs de moyenne puissance (KSLV-II), le développement de satellites d'application en orbite basse et moyenne pour répondre aux besoins nationaux, la mise à disposition des données collectées par ces satellites, le développement d'une industrie spatiale nationale et de la coopération internationale ainsi que la mise au point des technologies spatiales futures. Le programme lunaire prévoit dans une première phase (2015-2018) le développement d'un orbiteur placé autour de la Lune qui doit être lancé fin 2020 (KPLO). En 2014 le KARI et la NASA entament des discussions pour établir les bases d'une coopération sur le programme d'exploration de la Lune qui aboutit à la signature d'un accord en décembre 2016. L'agence spatiale américaine doit fournir un des cinq instruments scientifiques embarqués sur la sonde spatiale avec une masse qui ne doit pas dépasser 15 kilogrammes. Après avoir lancé un appel à propositions en septembre 2016, la NASA sélectionne en août 2017, une caméra conçue pour détecter les dépôts de glace d'eau dans les régions de la Lune situées en permanence à l'ombre. En mai 2021 la Corée du Sud choisit de contribuer au programme Artemis de la NASA qui doit permettre la création d'établissements occupés de manière permanente à la surface de la Lune. 
Les objectifs retenus pour la mission KPLO sont de mettre au point des technologies spatiales nécessaires pour les futures missions interplanétaires et de  collecter des données scientifiques sur la Lune. La sonde spatiale d'une masse de 550 kg doit se placer sur une orbite polaire de 100 km pour une mission d'une durée d'un an. Le budget alloué à la mission est de 198 milliards de wons (environ 156 millions d'euros en 2016). Le lancement de KPLO sera effectué par un lanceur étranger car le lanceur national KSLV-II ne sera pas prêt à cette date. Une deuxième mission lunaire, de type atterrisseur, doit être placée en orbite par une KSLV-II vers 2020. Le programme lunaire comprend également le développement d'un centre de contrôle dédié et d'une station de réception équipée d'une parabole de grande taille (26 à 34 mètres) permettant de communiquer avec les engins spatiaux situés à très grande distant et fonctionnant en mettant en œuvre les protocoles utilisés par les réseaux d'antennes DSN de la NASA et ESTRACK de l'Agence spatiale européenne. En septembre 2019, le lancement de la sonde spatiale est repoussé en 2022 à la suite de problème techniques. La masse de l'engin spatial passe de 500 à 678 kg. En mai 2022, à la suite d'un sondage national réalisé auprès des habitants du pays, la mission KPLO prend le nom officiel de Danuri. Le cout de la mission est d'environ 180 millions US$. 

## Objectifs
Danuri est avant tout un démonstrateur technologique qui doit permettre à la Corée du Sud de développer des missions d'exploration du système solaire plus ambitieuses. Les objectifs détaillés de la mission sont, :
- réussir la première mission d'exploration du système solaire de la Corée du Sud
- développer la maitrise des technologies spatiales nécessaires à une mission d'exploration du système solaire : plateforme, opération d'insertion en orbite, poursuite, communication, navigation. Pour la mission une station terrienne destinée aux communications avec les engins circulant dans l'espace interplanétaire a été construite et sera testée.
- sur le plan scientifique, les objectifs portent sur la topographie lunaire, la caractérisation de l'environnement lunaire et l'identification des ressources ;

## Caractéristiques techniques
Danuri est une sonde spatiale de forme cubique de 678 kg, haute d'environ 2,3 mètres pour un diamètre d'environ 1,4 mètre. L'énergie est fournie par des panneaux solaires qui, une fois déployés portent l'envergure à 7,5 mètres. Leur orientation peut être modifiée avec deux degrés de liberté et ils produisent 760 watts. Le satellite dispose d'une antenne parabolique grand gain qui peut être orientée avec deux degrés de liberté. La liaison descendante  permet de transmettre 8 192 kilobits/s de données en bande S et 5 mégabits/s en bande X. Les principales corrections de trajectoire sont prises en charge par 4 moteurs-fusées à ergols liquides de 31,8 newtons de poussée (impulsion spécifique de 227 secondes) qui sont utilisés ensemble. Le contrôle d'attitude et les petites corrections de trajectoire (delta-V < 10 m/s) utilisent 8 moteurs-fusées à ergols liquides de 3,5 newtons de poussée (impulsion spécifique de 218 secondes) regroupés en deux grappes de quatre propulseurs,. 

### Instrumentation scientifique
Danuri emporte cinq instruments, d'une masse totale de 40 kg, qui sont développés par les laboratoires de recherche coréens et, pour un instrument, par la NASA : 
- LUTI (LUnar Terrain Imager) est une caméra haute résolution (résolution spatiale < 5 mètres) qui doit effectuer des photos de la surface de la Lune pour permettre de choisir une zone d'atterrissage pour la mission lunaire coréenne suivante qui doit se poser sur le sol lunaire. Elle est également utilisée pour photographier des sites remarquables. La caméra dispose d'un détecteur de type pushbroom (en) est sensible au rayonnement électromagnétique compris entre 450 et 850 nm. La caméra dont la masse est inférieure à 15 kg filme des bandes de terrain d'une largeur de 8 kilomètres.
- PolCam (Polarimetric Camera) développé par la KASI est une caméra qui dprend des images polarisées de l'ensemble de la surface de la Lune (hors régions polaires) avec une résolution moyenne. Celles-ci doivent permettre d'obtenir des informations sur les caractéristiques du régolithe lunaire[6] ;
- KGRS  (KPLO Gamma Ray spectrometer) est un spectromètre gamma qui doit déterminer les éléments chimiques  (Mg, Ni, Cr, Ca, Al, Ti, Fe, Si, O, U, He-3, eau) composant la surface y compris ceux présents en faible quantité. Les données recueillies permettront d'établir une cartographie de la distribution des éléments ;
- KMAG (KPLO Magnetometer) est un magnétomètre qui doit cartographier les anomalies magnétiques pour contribuer à déterminer l'origine de la Lune et l'évolution de son champ magnétique ;
- Shadowcam d'une masse de 7 kilogrammes est une caméra fournie par la NASA et développée par l'Université d'État de l'Arizona et la société Malin Space Science. L'instrument doit effectuer des prises d'images des zones de la surface de la Lune situées en permanence dans l'ombre. Ces endroits sont susceptibles d'abriter des volatiles comme l'eau qui ailleurs s'évaporent lorsque le Soleil porte la température du sol à plus de 100 °C. ShadowCam est basée sur la caméra LROC de la sonde lunaire de la NASA Lunar Reconnaissance Orbiter mais avec une sensibilité 864 fois supérieure. La caméra doit permettre de cartographier les changements d'albedo et les formes de terrain qui caractérisent les processus de pergélisol. L'optique de la caméra de type Richey-Chretien f3/6 a une longueur focale de 700 mm et une ouverture de 194,4 mm. La définition des images est de 2916 pixels dans la direction perpendiculaire au sens de déplacement du satellite et est comprise entre 1024 et 81920 pixels dans la direction perpendiculaire. La résolution spatiale peut atteindre 1,7 mètre par pixel[8],[9],[10].

Par ailleurs la sonde spatiale emporte un équipement pour tester dans l'espace la technologie du réseau tolérant aux délais c'est-à-dire un réseau informatique conçu pour supporter des latences de plusieurs minutes.

## Déroulement de la mission

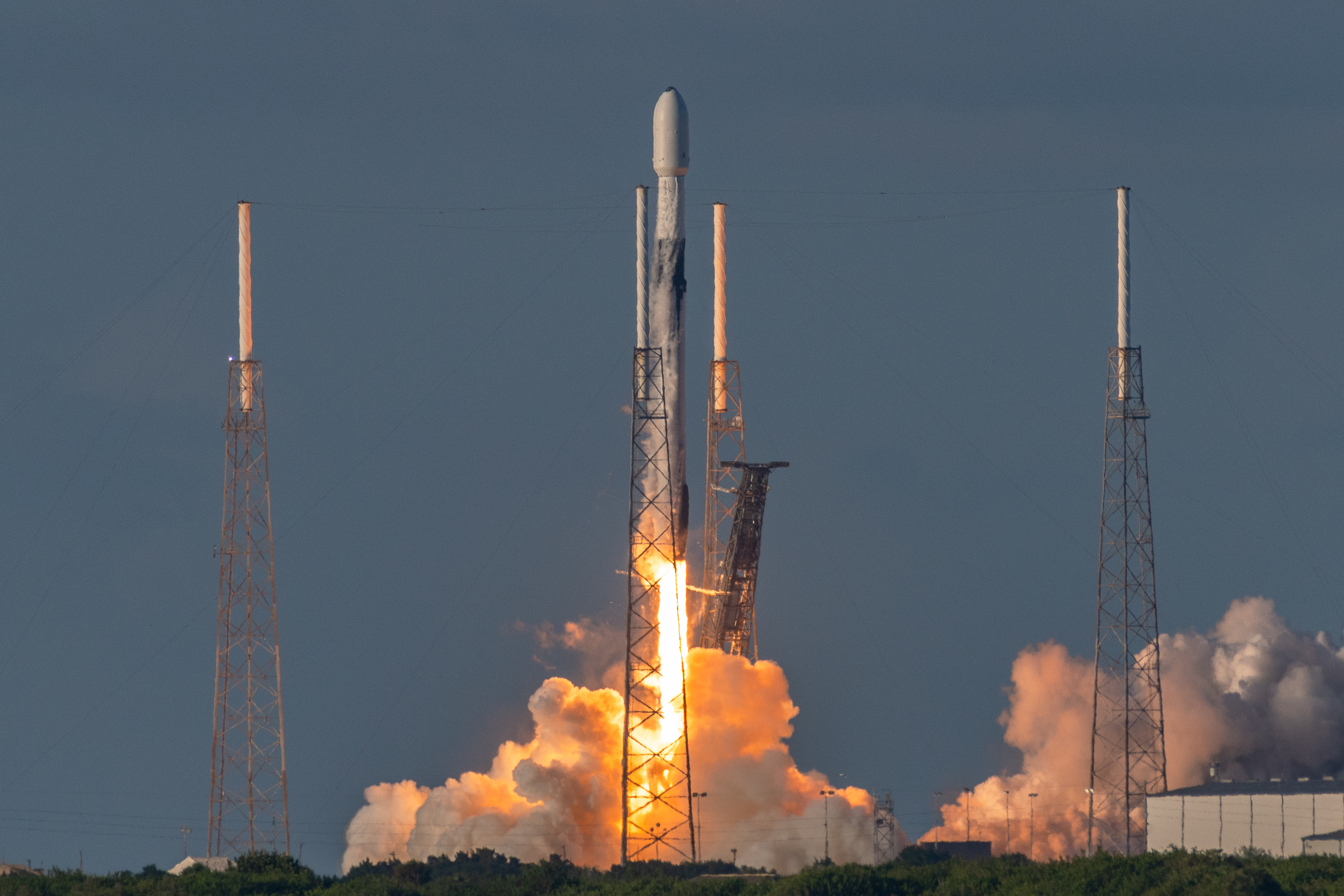
Lancement de Danuri par un lanceur Falcon 9 le 4 août 2022.

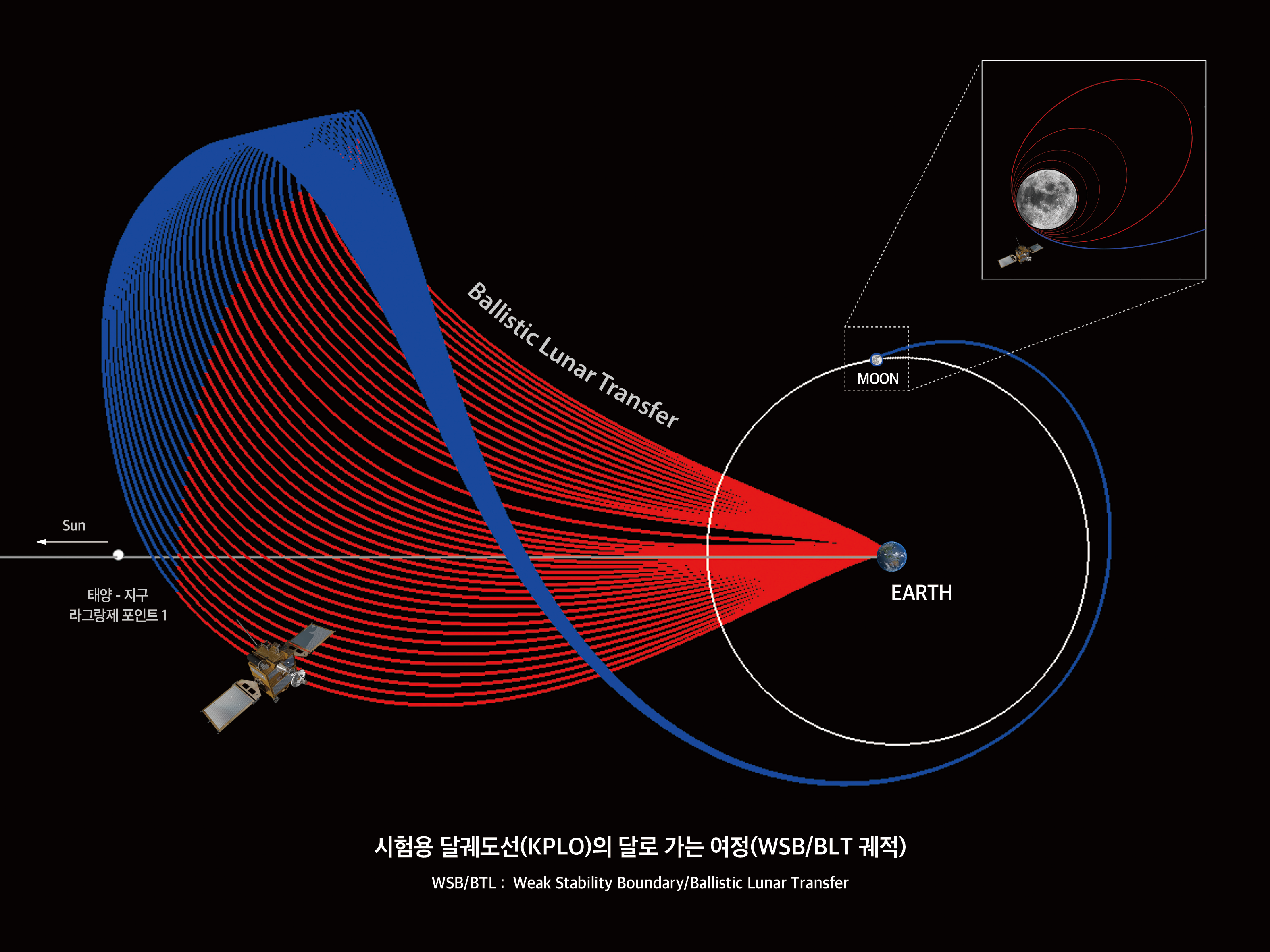
Les différentes trajectoires de transfert permettant une capture balistique de la sonde spatiale par la Lune.

Danuri a été lancée le 4 août 2022 par un lanceur Falcon 9 Bloc 5 décollant depuis la base de Cape Canaveral en Floride. Le lanceur doit placer la sonde spatiale sur une orbite terrestre basse (orbite de parking) puis injecter Danuri sur une trajectoire de transit vers la Lune. Pour économiser des ergols qui permettront de prolonger la mission, la sonde spatiale n'empruntera pas une route directe vers la Lune mais met utilisera, comme la sonde spatiale de la NASA GRAIL, la technique de la capture balistique qui nécessite un transit de plus de quatre mois (au lieu de quelques jours) : cette technique consiste, lorsqu'elle est appliquée à un transit Terre-Lune, à emprunter une orbite haute terrestre particulière dont l'apogée se situe près du point de Lagrange L1 du système Terre-Soleil (à 1,5 million de kilomètres de la Terre). La sonde spatiale en revenant vers la Terre  doit passer à une vitesse relative très faible à proximité de la Lune. Cette trajectoire permet de s'insérer en orbite autour de celle-ci en utilisant très peu d'ergols (diminution du delta-v nécessaire de 165 m/s). Danuri devrait arriver  à proximité de la Lune le 16 décembre. La sonde spatiale utilisera alors ses propulseurs pour se placer sur une orbite elliptique puis après une série de manœuvres sur une orbite polaire circulaire autour de la Lune avant d'entamer une mission primaire d'une durée d'un an. Le satellite circulera sur une orbite ayant une altitude de 100 km  (±30 km) et une inclinaison orbitale d'environ 90°. La phase scientifique de la mission devrait débuter vers le 1 février 2023 après que tous les systèmes aient été vérifiés (durée 1 mois). Si la sonde spatiale dispose de suffisamment d'ergols la mission sera prolongée en 2023 : il est prévu que l'altitude de la sonde spatiale soit abaissée à 70 kilomètres pour collecter de nouvelles données scientifiques,,.